# Llista de chasmata de Mart
En aquest article només es mostra els noms oficials aprovats per la Unió Astronòmica Internacional (UAI).
Aquesta és una llista de chasmata amb nom de Mart. Les chasmata de Mart porten els noms de característiques d'albedo properes.
La latitud i la longitud es donen com a coordenades planetogràfiques amb longitud oest (+ Oest; 0-360).
| Chasma            | Coordenades                              | Diàmetre (km) | Epònim                                                                | Ref.  |
| ----------------- | ---------------------------------------- | ------------- | --------------------------------------------------------------------- | ----- |
| Arsia Chasmata    | 7° 28′ S, 119° 21′ O / 7.47°S,119.35°O   | 97,06         | Nom d'una característica d'albedo.                                    | WGPSN |
| Ascraeus Chasmata | 8° 46′ N, 105° 38′ O / 8.77°N,105.63°O   | 105,20        | Nom d'una característica d'albedo.                                    | WGPSN |
| Baetis Chasma     | 4° 17′ S, 64° 52′ O / 4.29°S,64.87°O     | 92,21         | Nom d'una característica d'albedo. Abans coneguda com Iamunae Chasma. | WGPSN |
| Candor Chasma     | 6° 32′ S, 70° 47′ O / 6.53°S,70.78°O     | 810,61        | Nom d'una característica d'albedo.                                    | WGPSN |
| Capri Chasma      | 8° 16′ S, 42° 04′ O / 8.27°S,42.07°O     | 1.471,56      | Nom d'una característica d'albedo.                                    | WGPSN |
| Ceti Chasma       | 5° 02′ S, 68° 22′ O / 5.03°S,68.37°O     | 49,77         | Nom d'una característica d'albedo.                                    | WGPSN |
| Chasma Australe   | 82° 21′ S, 264° 58′ O / 82.35°S,264.97°O | 352,61        | Nom d'una característica d'albedo.                                    | WGPSN |
| Chasma Boreale    | 82° 32′ N, 47° 38′ O / 82.54°N,47.64°O   | 459,88        | Nom d'una característica d'albedo.                                    | WGPSN |
| Coprates Chasma   | 13° 22′ S, 60° 44′ O / 13.37°S,60.74°O   | 958,31        | Nom d'una característica d'albedo.                                    | WGPSN |
| Echus Chasma      | 2° 28′ N, 79° 58′ O / 2.47°N,79.96°O     | 391,10        | Nom d'una característica d'albedo.                                    | WGPSN |
| Elysium Chasma    | 22° 23′ N, 218° 29′ O / 22.39°N,218.49°O | 130,00        | Nom d'una característica d'albedo.                                    | WGPSN |
| Eos Chasma        | 12° 09′ S, 39° 10′ O / 12.15°S,39.17°O   | 1.305,69      | Nom d'una característica d'albedo.                                    | WGPSN |
| Ganges Chasma     | 7° 58′ S, 47° 53′ O / 7.96°S,47.89°O     | 574,08        | Nom d'una característica d'albedo.                                    | WGPSN |
| Hebes Chasma      | 1° 04′ S, 76° 04′ O / 1.07°S,76.06°O     | 316,74        | Nom d'una característica d'albedo.                                    | WGPSN |
| Hellas Chasma     | 34° 38′ S, 294° 32′ O / 34.64°S,294.53°O | 148,00        | Nom d'una característica d'albedo.                                    | WGPSN |
| Hyblaeus Chasma   | 21° 59′ N, 218° 44′ O / 21.98°N,218.74°O | 56,61         | Nom d'una característica d'albedo.                                    | WGPSN |
| Hydrae Chasma     | 6° 45′ S, 62° 01′ O / 6.75°S,62.01°O     | 55,18         | Nom d'una característica d'albedo.                                    | WGPSN |
| Ius Chasma        | 7° 17′ S, 84° 23′ O / 7.29°S,84.39°O     | 839,91        | Nom d'una característica d'albedo.                                    | WGPSN |
| Juventae Chasma   | 3° 22′ S, 61° 23′ O / 3.37°S,61.39°O     | 304,99        | Nom d'una característica d'albedo.                                    | WGPSN |
| Melas Chasma      | 10° 31′ S, 72° 32′ O / 10.52°S,72.54°O   | 563,52        | Nom d'una característica d'albedo.                                    | WGPSN |
| Ophir Chasma      | 4° 00′ S, 72° 21′ O / 4°S,72.35°O        | 314,71        | Nom d'una característica d'albedo.                                    | WGPSN |
| Pavonis Chasma    | 2° 44′ N, 111° 01′ O / 2.73°N,111.02°O   | 45.94         | Nom d'una característica d'albedo.                                    | WGPSN |
| Promethei Chasma  | 82° 40′ S, 218° 37′ O / 82.66°S,218.61°O | 295,28        | Nom d'una característica d'albedo.                                    | WGPSN |
| Tithonium Chasma  | 4° 36′ S, 84° 17′ O / 4.6°S,84.29°O      | 802,78        | Nom d'una característica d'albedo.                                    | WGPSN |
| Ultimum Chasma    | 81° 06′ S, 208° 38′ O / 81.1°S,208.63°O  | 322,09        | Nom d'una característica d'albedo.                                    | WGPSN |